# Brno-Královo Pole

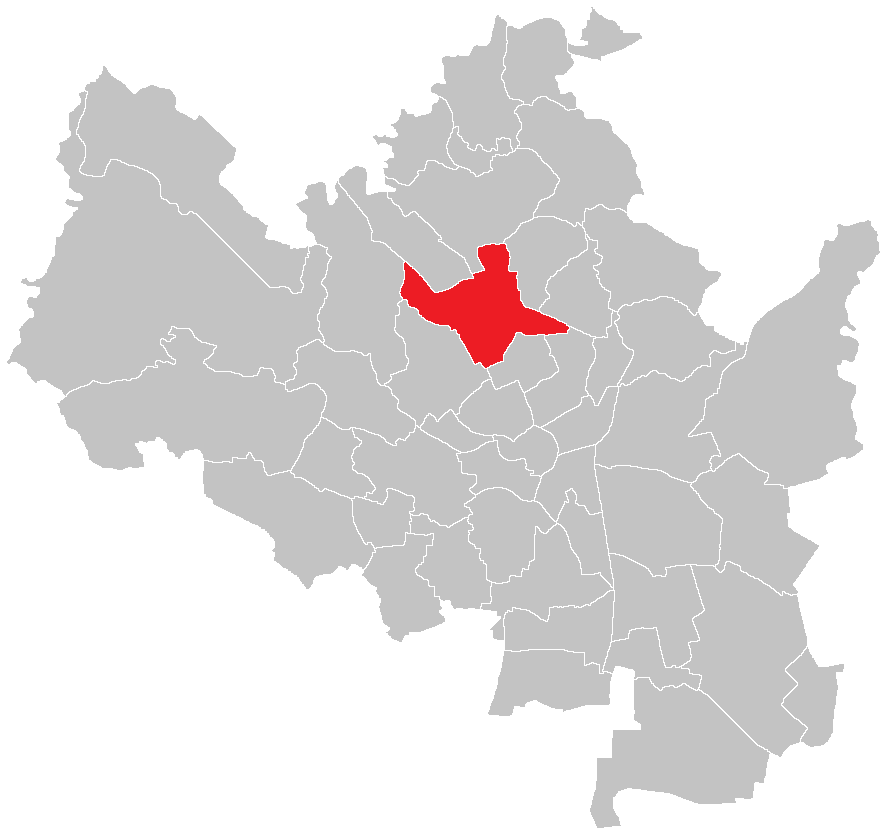
Královo Pole fekvése Brno területén belül

Královo Pole (magyarul „Királyföld” vagy „Királymező”) Brno egy kerülete, amely a városközponttól északra helyezkedik el.

## Története

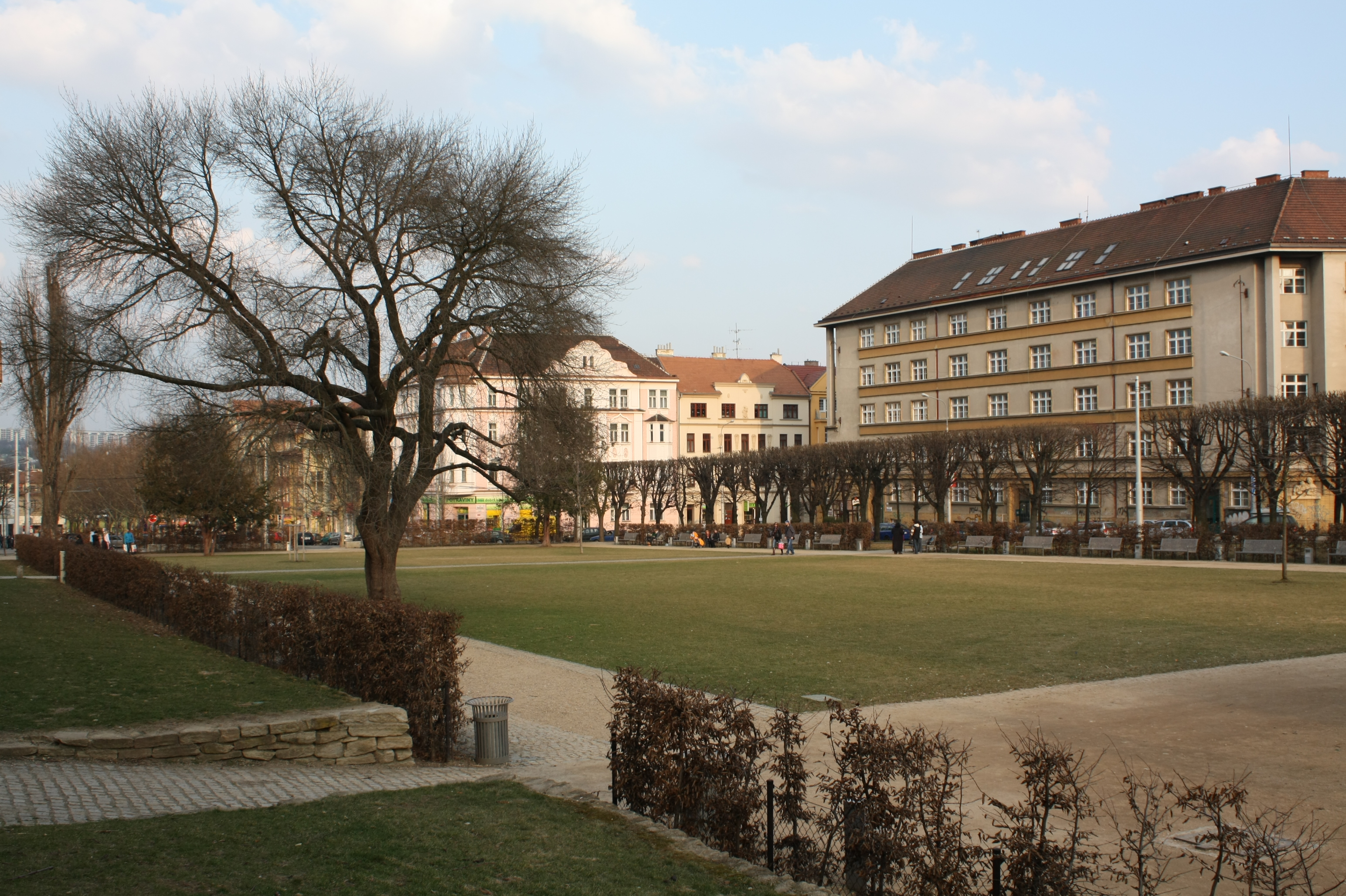
A Szláv tér

Královo Pole nevét először 1240-ben említik írásban, amikor az itt található falu a király tulajdona volt, mint a legtöbb falu.
A 19. század második felében gyors fejlődésnek indult, 1853-ban épült cukorgyár, amelyet más gyárak követtek. A legnagyobb áttörést az 1890-ben alapított Královopolská építése jelentette. 1905-ben szerezte meg a városi rangot, 1919-től (Nagy-)Brno városrésze.
A kommunista rendszer alatt a városkép jelentős változáson ment át. Az 1970-es években nagy panel lakótelepeket építettek az északi részén.

## Nevezetességek
- Régi karthauzi (férfi)kolostor – ma a Brnói Műszaki Egyetem (informatikai kar) egyik épülete, de nagyon szép állapotban megmaradt.
- A városrész ad otthont Brno informatikai parkjának és több egyetemnek is.

## Közlekedés
A Královo Pole több villamosvonallal (1, 6, 12, 13) és buszjárattal megközelíthető a városközpontból 15-20 perc alatt. A városrészhez tartozik vasútállomás és buszpályaudvar is. A városrész alatt alagút köti össze a Brnot körbevevő elkerülőutat.